# 莫拉乌茹
莫拉乌茹是巴西塞阿拉州的一个市镇。总面积415.614平方公里，总人口7982人，人口密度19.2人/平方公里。